# Mediostoma vitynae
Espèce
Synonymes
- Nemastoma vitynae Roewer, 1928
- Mitostoma omalosum Roewer, 1951
- Nemastoma topolium Roewer, 1951

Mediostoma vitynae est une espèce d'opilions dyspnois de la famille des Nemastomatidae.

## Distribution
Cette espèce est endémique de Grèce. Elle se rencontre au Péloponnèse et en Crète.

## Description
Le mâle holotype mesure 4 mm.

## Systématique et taxinomie
Cette espèce a été décrite sous le protonyme Nemastoma vitynae par Roewer en 1928. Elle est placée dans le genre Mediostoma par Gruber en 1976.
Mitostoma omalosum a été placée en synonymie par Martens en 1966.
Nemastoma topolium a été placée en synonymie par Gruber en 1976.

## Étymologie
Son nom d'espèce lui a été donné en référence au lieu de sa découverte, Vytína.

## Publication originale
- Roewer, 1928 : « Zoologische Streifzüge in Attika, Morea und besonders auf der Insel Kreta. I. V. Scorpiones, Opiliones und Solifugae. » Abhandlungen der Naturwissenschaftlichen Verein zu Bremen, vol. 26, no 3, p. 425–460.